# Diocèse de Copiapó
Le diocèse de Copiapó (en latin : Dioecesis Copiapoënsis ; en espagnol : Diócesis de Copiapó) est un diocèse de l'Église catholique du Chili suffragant de l'archidiocèse de La Serena.

## Territoire
Il comprend la région d'Atacama, région minière et semi-désertique du nord du Chili. Il possède un territoire d'une superficie de 75 176 km divisé en 21 paroisses. Son siège épiscopal est dans la ville de Copiapó où se trouve la cathédrale Notre-Dame-du-Rosaire (es).

## Histoire
Le siège de Copiacó est d'abord établi comme administration apostolique le 9 novembre 1946 par décret de la congrégation des évêques, recevant son territoire de l'archidiocèse de La Serena. Elle devient une prélature territoriale suffragante de l'archidiocèse de La Serena le 21 avril 1955 par la constitution apostolique Dum haud paucis du pape Pie XII.
La prélature est élevée au rang de diocèse le 31 octobre 1957 par la constitution apostolique Qui cotidie du pape Pie XII. Son premier évêque est Juan Francisco Fresno, jusqu'en 1968, lorsqu'il est nommé à la tête de l'archidiocèse de La Serena.
Le 23 mars 2019, son évêque Celestino Aós Braco devient en plus administrateur apostolique de l'archidiocèse de Santiago du Chili.

## Évêques
- Alfredo Cifuentes Gómez (19 mars 1947 - 1948)
- Fernando Rodríguez Morandé  (24 avril 1948 - 17 juillet 1954)
- Francisco de Borja Valenzuela Ríos (24 mai 1956 - 20 août 1957), nommé évêque d'Antofagasta
- Juan Francisco Fresno (15 juin 1958 - 28 juillet 1967), nommé archevêque de La Serena
- Carlos Marcio Camus Larenas (31 janvier 1968 - 11 décembre 1976), nommé évêque de Linares
- Fernando Ariztía Ruiz (11 décembre 1976 - 26 mai 2001)
- Gaspar Quintana Jorquera C.M.F (26 mai 2001 - 25 juillet 2014)
- Celestino Aós Braco O.F.M. Cap (25 juillet 2014 - 23 mars 2019), nommé archevêque de Santiago du Chili
- Ricardo Basilio Morales Galindo, O. de M, depuis le 20 juin 2020